# Boubacar Touré
Boubacar Touré (Dakar, 31 dicembre 1995) è un cestista senegalese.

## Carriera
Con il Senegal ha disputato i Campionati africani del 2021.